# Губен
Гу́бен (нем. Guben [ˈguːˌbn̩], н.-луж. и пол. Gubin) — город в Германии, в земле Бранденбург. В 1945 году в соответствии с решениями Потсдамской конференции послевоенная граница Германии с Польшей прошла по рекам Одеру и Нейсе и разделила город на две части: немецкий Губен и польский Губин. В 1961—1990 годах город носил название Вильгельм-Пик-Штадт-Губен (нем. Wilhelm-Pieck-Stadt Guben) в честь первого и единственного президента ГДР Вильгельма Пика, уроженца восточной части Губена.
Входит в состав района Шпре-Найсе. Занимает площадь 43,75 км². Официальный код — 12 0 71 160.
Город подразделяется на три городских района.
Помимо немецкого, официальным языком в населённом пункте является лужицкий.

## История
Лужицкая марка 1200–~1210

Королевство Польское ~1210–~1218

Лужицкая марка ~1218–1367

 Чешское королевство 1367–1469

 Королевство Венгрия 1469–1490

 Чешское королевство 1490–1635

 Курфюршество Саксония 1635–1697

 Польша-Саксония 1697–1706
 Курфюршество Саксония 1706–1709

 Польша-Саксония 1709–1763

 Курфюршество Саксония 1763–1806

 Королевство Саксония 1806–1815

 Королевство Пруссия 1815–1871

 Германская империя 1871–1918

 Веймарская республика 1918–1933

 нацистская Германия 1933–1945

 Германская Демократическая Республика 1949–1990

 Федеративная Республика Германия от 1990

## Население
| Год  | Численность | Численность |
| ---- | ----------- | ----------- |
| 2000 | 25 245      | [ 2 ]       |
| 2005 | 21 341      | [ 2 ]       |
| 2010 | 19 320      | [ 3 ]       |
| 2015 | 17 616      | [ 4 ]       |
| 2020 | 16 656      | [ 5 ]       |
| 2021 | 16 377      | [ 6 ]       |
| 2022 | 16 363      | [ 7 ]       |
| 2023 | 16 210      | [ 8 ]       |

## Галерея

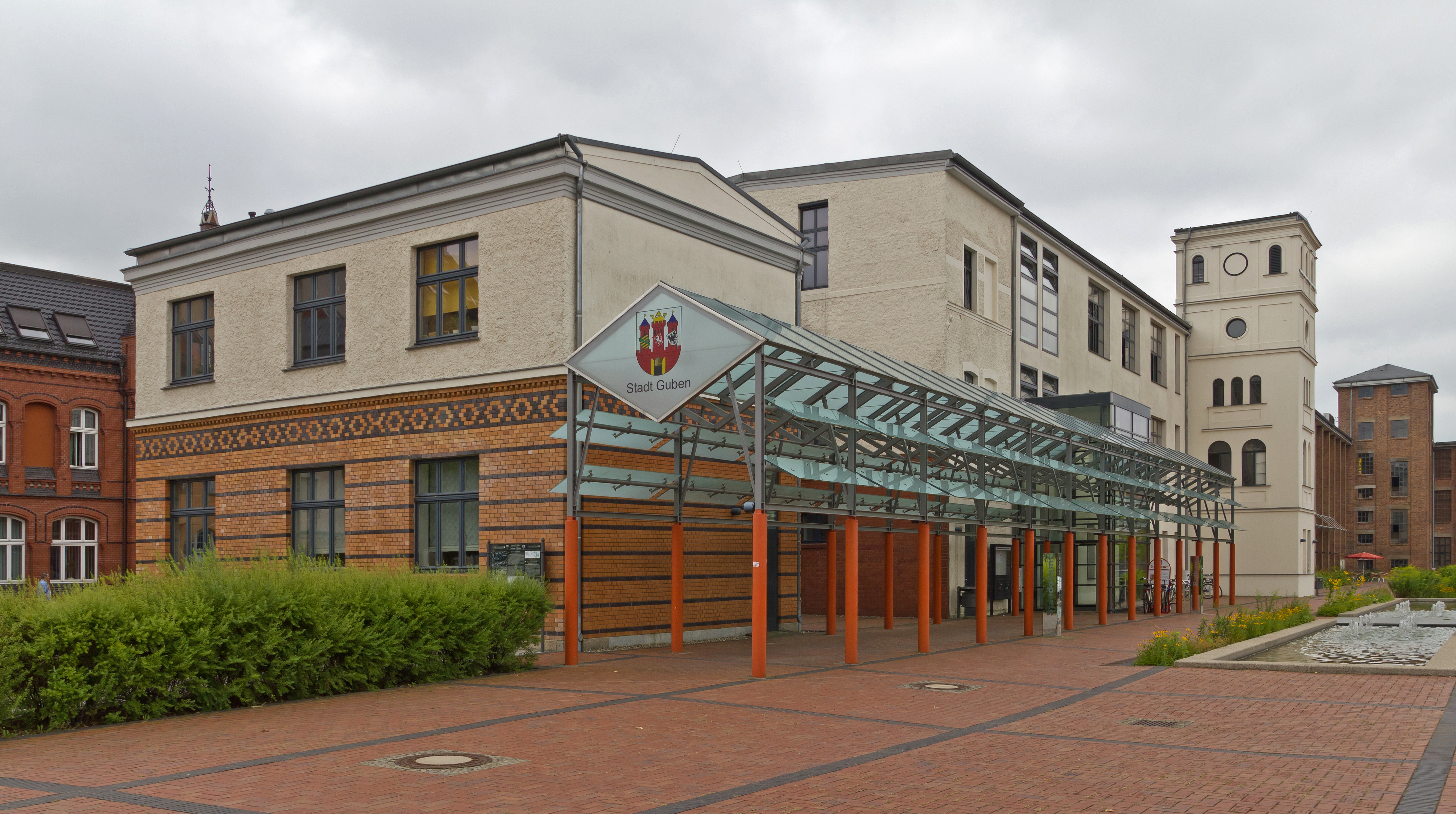
Новая ратуша и городской музей
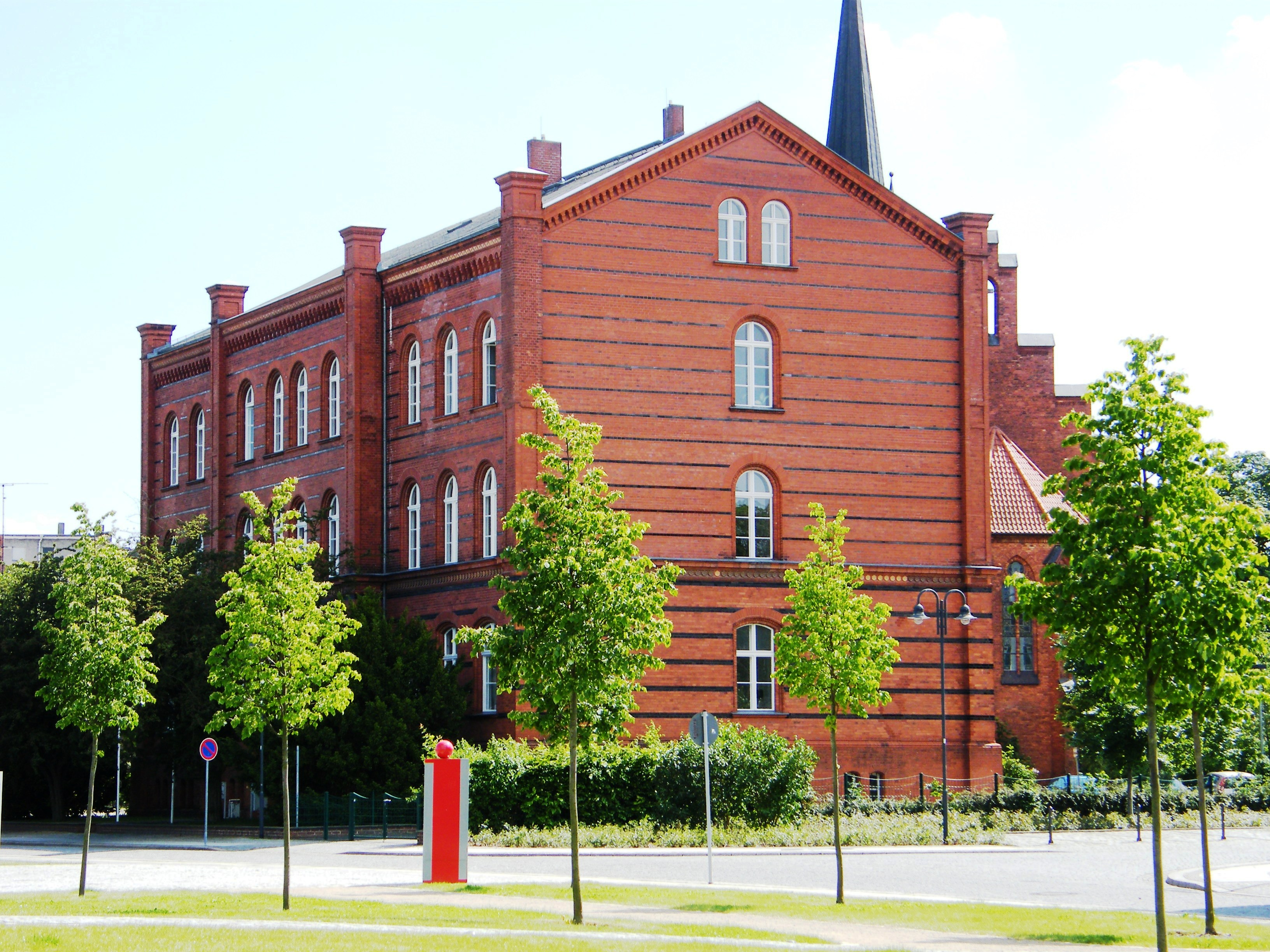
Участковый суд
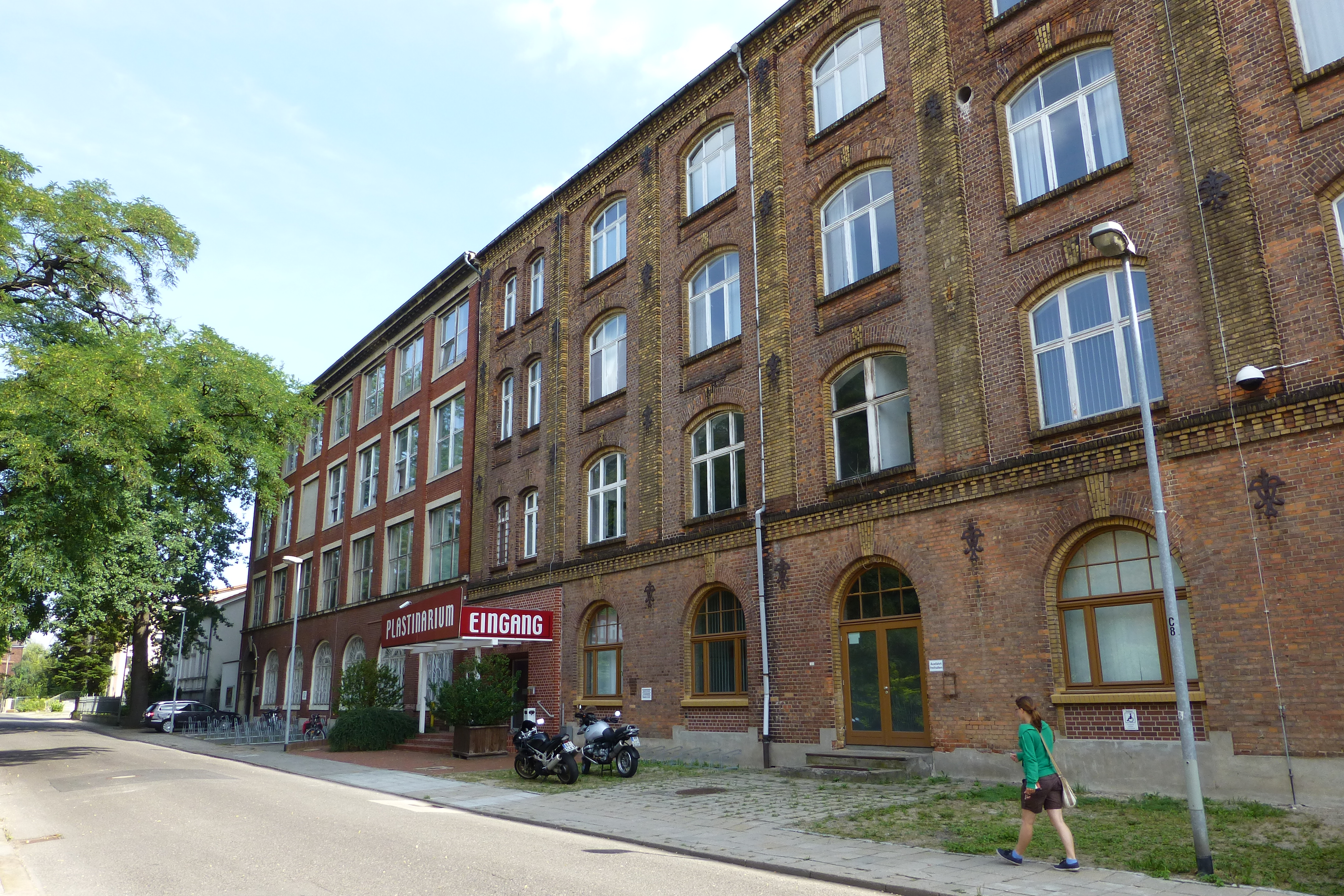
Пластинариум
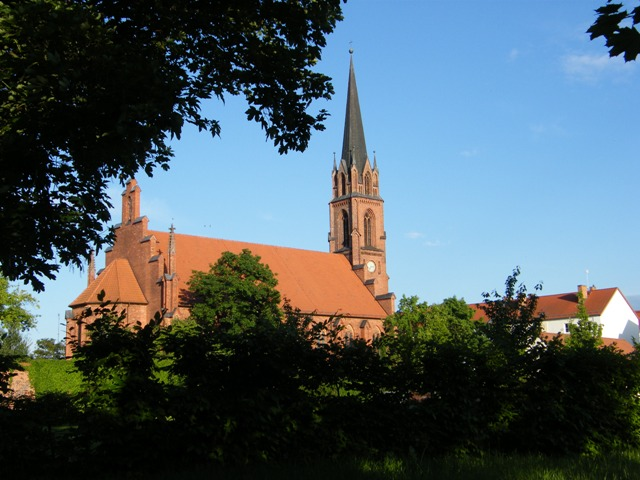
Монастырская церковь
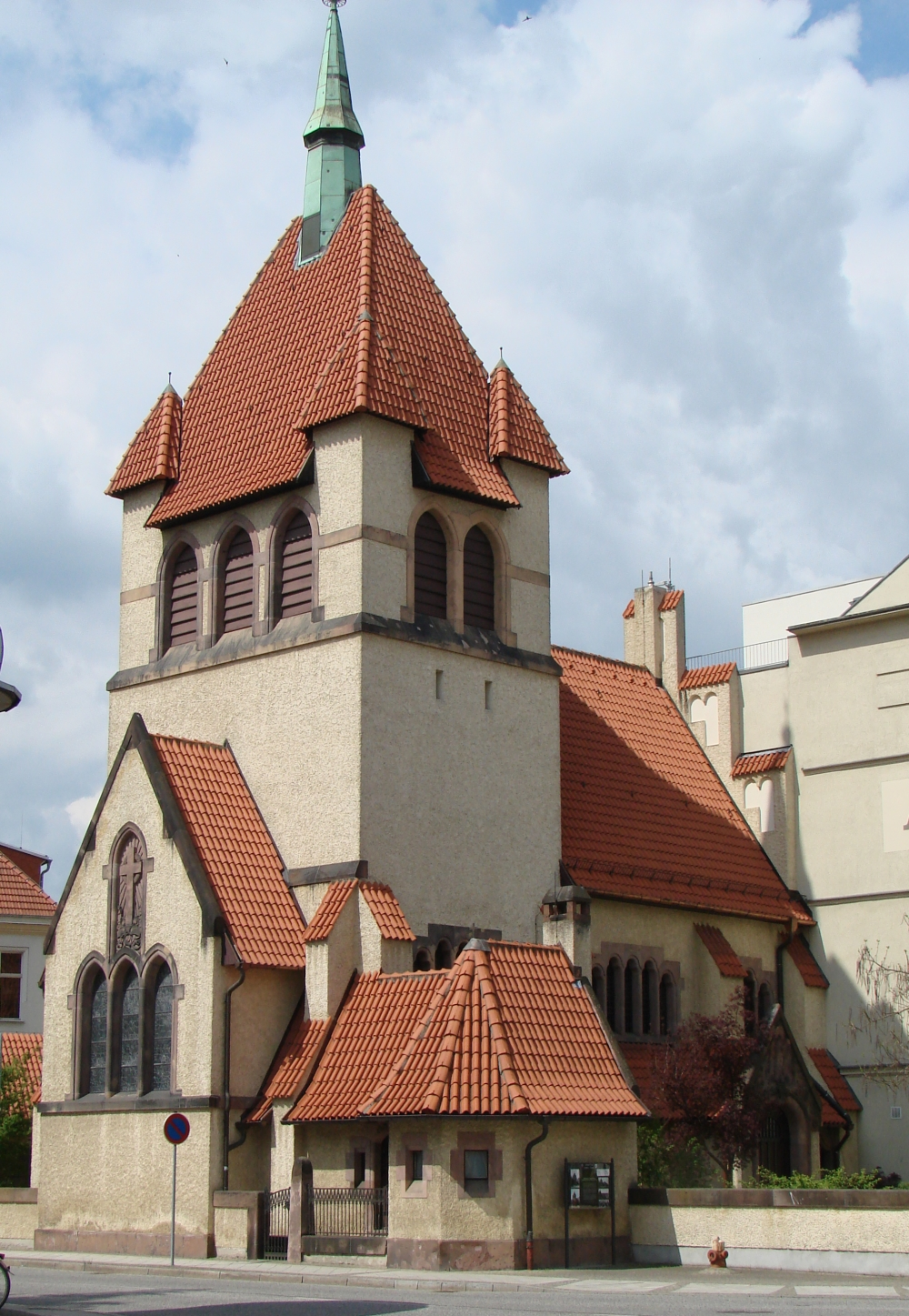
Церковь Доброго Пастыря
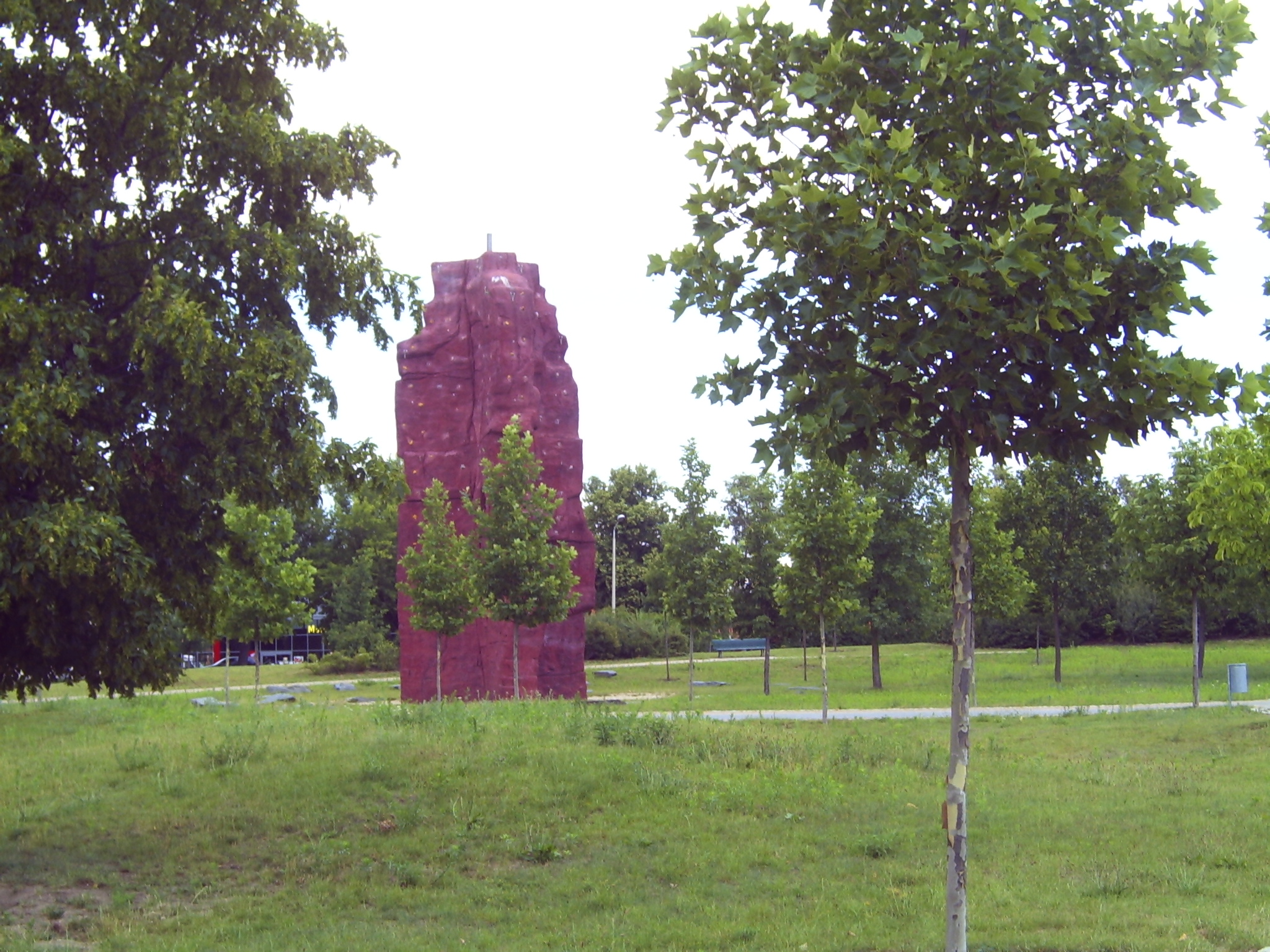
Скалолазание на Обершпруке
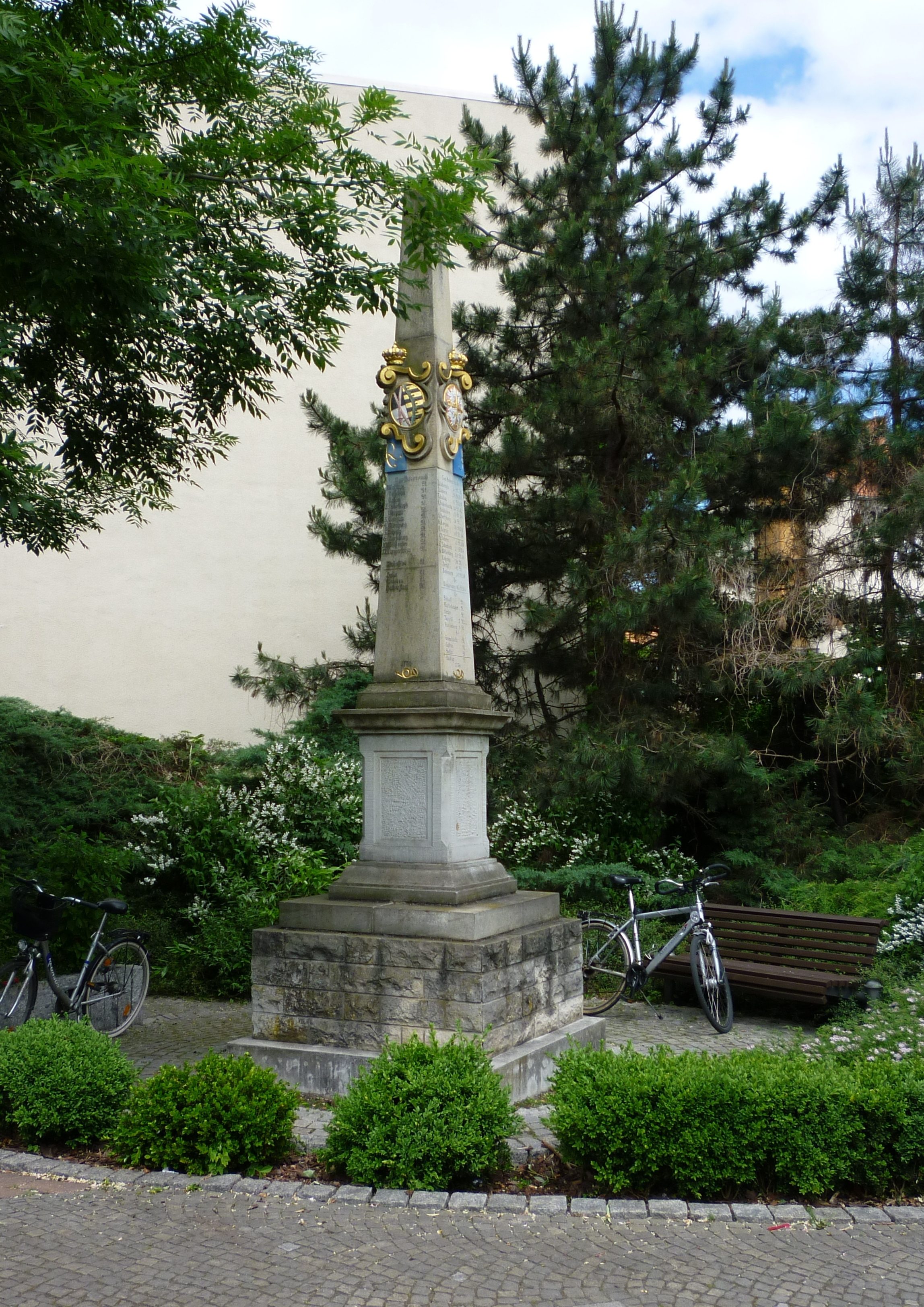
Польско-саксонский дистанционный столб (1736)
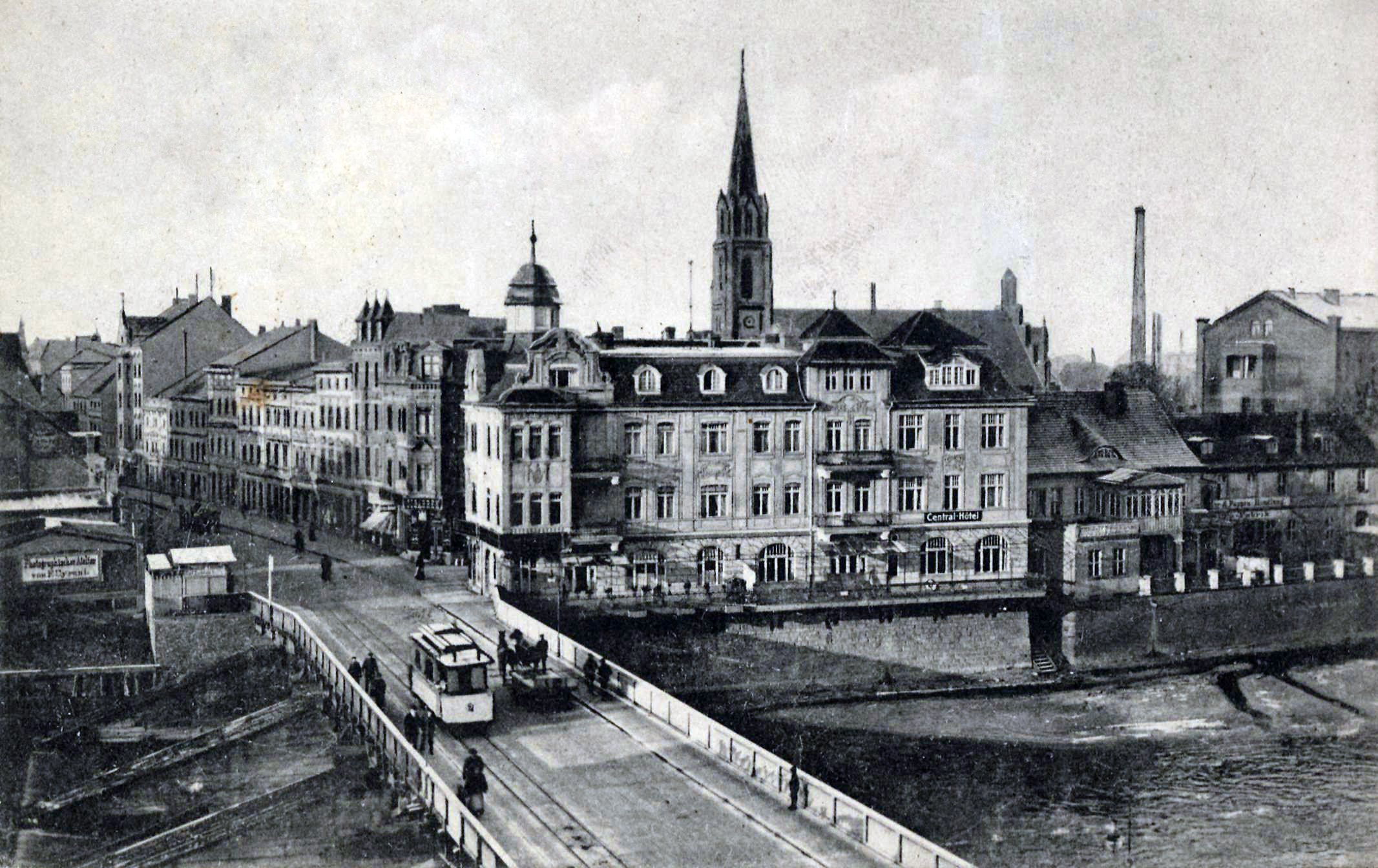
Франкфуртер Штрассе в 1920
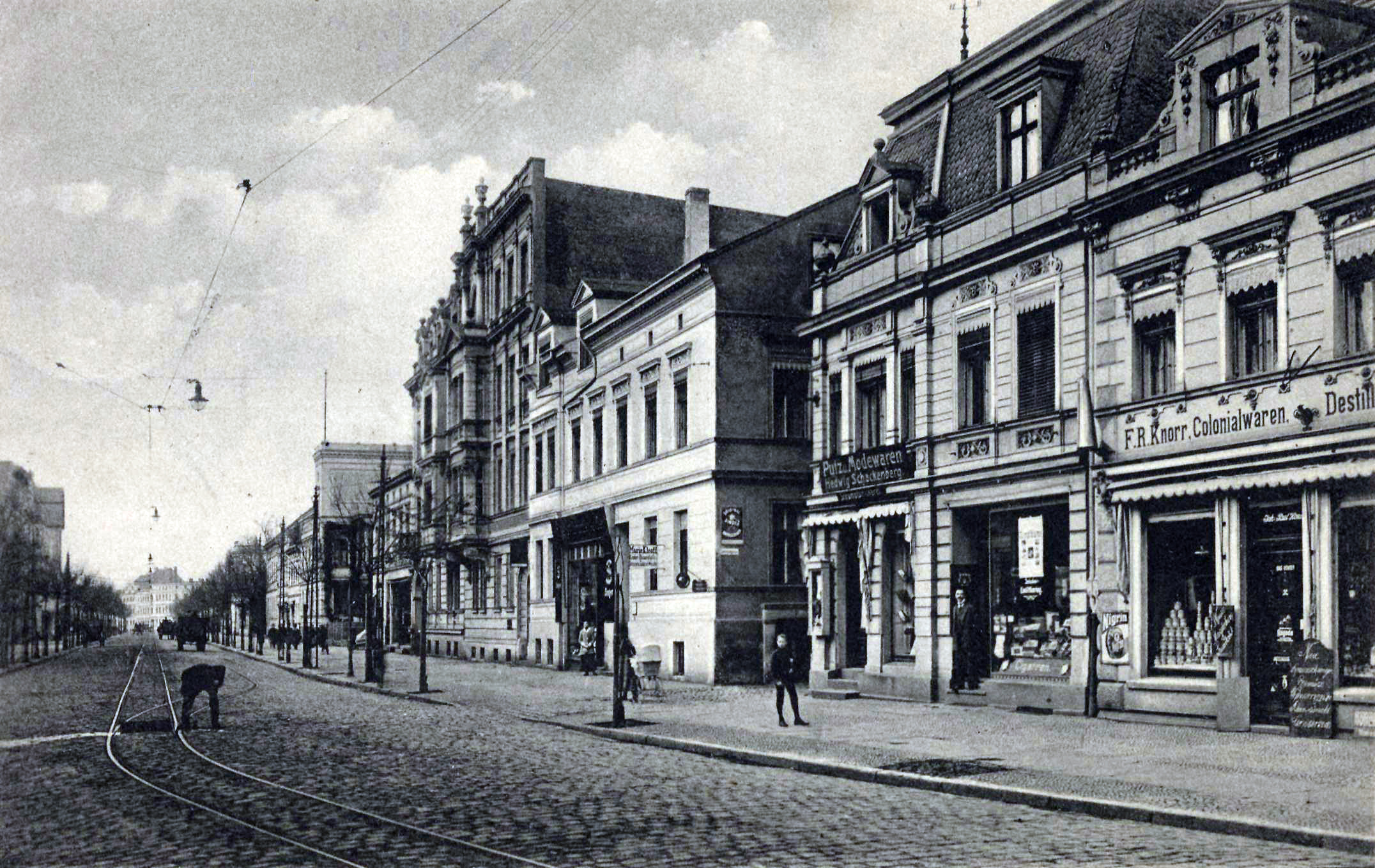
Берлинер Штрассе в 1920
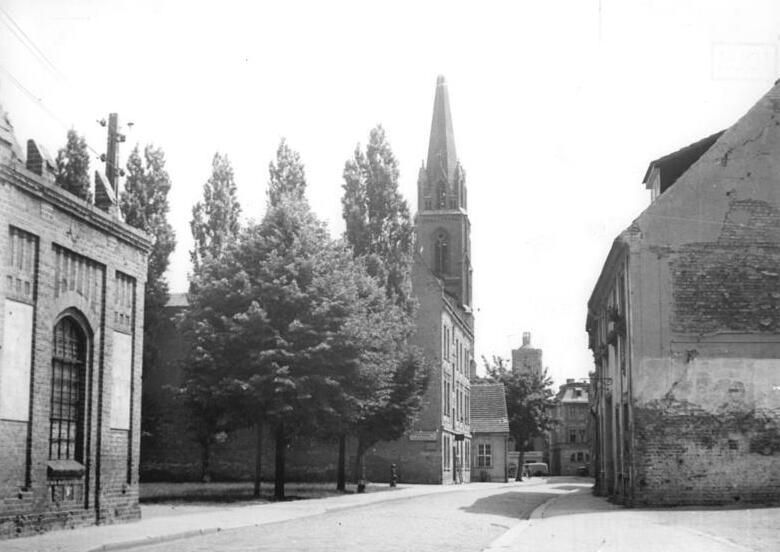
Монастырская церковь в 1955

## Уроженцы
- Вильгельм Пик (1876—1960) — немецкий коммунист, президент ГДР.
- Гейнц Рихтер (1903—1974) — немецкий юрист, оберштурмбаннфюрер СС.
- Александр Чирх (1856—1939) — немецкий ботаник-анатом.